# アド・アストラ -スキピオとハンニバル-
『アド・アストラ -スキピオとハンニバル-』は、カガノミハチによる日本の漫画。カルタゴの名将ハンニバル・バルカとローマの軍人スキピオ・アフリカヌスとの対決を軸に、第二次ポエニ戦争を描く。カガノミハチの初の連載作品で、『ウルトラジャンプ』（集英社）誌上において、2011年4月号から2018年2月号まで連載された。
紀元前3世紀末、怪物的な軍才によってローマを滅亡寸前まで追い込んだハンニバルと、絶望的な戦局を回天させて祖国を危機から救ったスキピオ・アフリカヌス。第一次ポエニ戦争終結と二人の英雄の誕生から、アルプス越えに端を発してカンナエの戦いの完勝に至るまでのハンニバルの快進撃、カルタゴ・ノヴァの戦いによって歴史の表舞台に颯爽と現れたスキピオによる大逆転、ザマの戦いのローマの勝利で締めくくり、同じ紀元前183年に訪れた二人の死を後日談的に扱って筆を擱いている。物語はおおむね史実に忠実だが、登場人物の造形などに独特のアレンジが見られる。
タイトルの「アド・アストラ」とは、ラテン語の「per aspera ad astra」（困難を克服して栄光を掴む）という格言から取られたもの。カガノはハンニバルという途轍もない困難を乗り越えて栄光を掴む、ローマ人達の成長物語として本作を描いたと語っている。

## あらすじ
都市国家の枠を飛び出し、イタリア半島の統一を成し遂げたローマ共和国。旭日の勢いを背に地中海世界の覇権を握らんと勇躍するものの、この新興国の前には立ちはだかる巨大な影があった。アフリカ北岸に位置する強国・カルタゴ。交易によって地中海の富を一手に収めるこの国がローマの台頭を許すはずもなく、やがて両国はシシリア島を巡って干戈を交え、ローマは二十余年に渡る戦いの果てに勝利する（第一次ポエニ戦争）。敗戦によりそのまま衰亡するかに見えたカルタゴであったが、しかし一人の「怪物」の出現によって息を吹き返した。イベリア半島を統治するバルカ家に生を受けたその男ハンニバル・バルカは、軍司令官に任命されるやたちまちイベリアのローマの同盟都市を陥落させ、本国に無断でローマとの戦端を開く（サグントゥム包囲）。さらに戦象と共にアルプスを越え、誰もが想像しなかった手段でカルタゴ軍のイタリア侵攻を実現させた（ローヌ渡河戦、ハンニバルのアルプス越え）。神韻を帯びたが如き軍才を振るうハンニバルは、行く手を塞ぐローマ軍を次々と粉砕し、イタリア半島を我が物顔で進撃する（ティキヌスの戦い、トレビアの戦い、トラシメヌス湖畔の戦い）。その魔術のような軍略にローマの将兵は手も足も出ず、あたかも掌で転がされるかのように無残な敗退を繰り返した。
この「怪物」に比肩し得る将はローマ軍には到底いないかに見えたが、しかしいまだ人々の知らぬ新兵の中に一人の俊英がいた。その名はプブリウス・コルネリウス・スキピオ。名門貴族コルネリウス一族の出身で、軍に身を投じたばかりの少壮の若者である。鎧袖一触の勢いで突き進むハンニバルに、ローマ軍は敗戦に敗戦を重ねた。ガリア人など周辺部族は澎湃とカルタゴ側に寝返り、あろうことか同盟都市の離反まで現れ、ローマは建国以来最大の危機を迎える。数々の戦いに参軍したスキピオも敗北の辛酸を味わうものの、そのような苦境の中でもハンニバルの戦術を我がものとするべく、真摯に敵軍の観察を続けた。研究を重ねて咀嚼されたスキピオの戦術はやがて幾度も所属部隊を危機から救い、その名はローマ軍の間で徐々に高まってゆく。やがて若き俊才の名は風の噂に乗ってカルタゴ陣営にも届き、ハンニバルの耳にも入ることとなる。
半島各地を蹂躙して快進撃を続けるハンニバルであったが、この常勝将軍にも弱みがあった。多大な戦果を前にして、カルタゴ本国は独断で戦端を開いたことを追認したものの、親ハンニバル派と反ハンニバル派に別れて対立し、ハンニバルは積極的な支援を受けられず、常に兵站の問題を抱えていた。その弱点に目をつけた元老院は焦土作戦による持久戦法をとるものの、迂遠で消極的にも見える戦法には不平不満が相次いだ（アゲル・フレルヌスの戦い、ゲルニウムの戦い）。やがて敵に倍する大軍でカルタゴ軍を一挙に殲滅するという強硬派の意見が注目を集め、反カルタゴに燃え上がる市民に熱狂的に支持された。スキピオは浅慮な作戦を危ぶむものの、ローマ軍は半島南部のカンナエにおいてカルタゴ軍と大会戦を挑み、ハンニバルに数に慢心した虚を突かれ、寡勢で多勢を包囲するという奇手によって形成を逆転された（カンナエの戦い）。ローマ軍は史上空前の大敗北を喫し、夥しい戦死者を出す凄惨な負け戦となった。屍山血河を築く敗戦により一兵卒の無力さを痛感したスキピオは、自ら軍の統帥権を獲るため執政官を目指すことを決意する。
カンナエの敗北により亡国の危機に追い込まれたローマであったが、しかしほどなくして局地戦においてカルタゴ軍を破ることに成功する（ノラの戦い）。小規模の戦いとはいえ、初めてハンニバルに一矢報いた戦果は将兵達を大いに昂揚させ、ローマ人達を絶望の底から掬い上げた。ついでカルタゴの勢力下にあったシシリア島をも陥とすことに成功し（シラクサ包囲戦）、順風満帆だったカルタゴ軍の前途に暗雲が漂い始めた。二つの戦いは共にスキピオの具申した戦術が作戦の核を成しており、ハンニバルは鋭敏にもそこにこの若き俊才の影を見てとった。そして按察官を振り出しに政界に足を踏み入れたスキピオは、イベリアに出征していた父と伯父を喪ったことで得た世論の同情を背景として（バエティス川の戦い）、異例の若さでイベリア攻略の司令官に抜擢される。インペリウム(軍事指揮権)を得るや、スキピオはカルタゴのイベリア支配の拠点であるカルタゴ・ノヴァを急襲し、わずか一日でこれを陥落させた（カルタゴ・ノヴァの戦い）。難攻不落の城塞都市をたちまち陥したその采配は敵味方を共に驚愕させ、スキピオの存在はハンニバルに唯一人対抗できる若き英雄としてローマ人の間で俄に注目を集めることとなる。
ハンニバルに逆風が吹き始めた。イベリアのカルタゴ勢力はスキピオによって一掃され（バエクラの戦い、イリッパの戦い）、イベリアは完全にローマの手に落ちた。ハンニバル軍との合流を目指してアルプス越えを果たした援軍もローマ軍に撃破され（メタウルスの戦い）、カルタゴの大逆転の芽はなくなった。シシリア島も陥ちたことにより制海権も失い、ハンニバルは半島南端に閉じ込められる格好となった。一方、救国の英雄としてローマに凱旋したスキピオは、市民人気に押されて執政官に選出されることとなり、翌年には念願だったアフリカ遠征へと乗り出す。ハンニバルの猛攻に押され続け、一時は滅亡の淵にまで追い込まれたローマが、いよいよカルタゴ本国への逆襲に乗り出したのだった。東西ヌミディア王国を巻き込んでの緒戦に辛くも勝利したスキピオは、ローマに協力した東ヌミディアの下にヌミディア統一させ、操馬術に優れたヌミディア騎兵を味方につけることに成功する（ウティカの戦い、バグラデス川の戦い、キルタの戦い）。追い詰められたカルタゴ政府はハンニバルに帰還命令を出し、長きに渡ってイタリアに居座り続けたハンニバルはアフリカに帰国した。シシリアを失い、イベリアを失い、ヌミディアの協力も失い、カルタゴの外濠は完全に埋め尽くされた。もはや勝機は潰えたことを悟ったハンニバルはスキピオに和平会談を申し出、両雄は初めて邂逅する。しかし絶対的優位に立つローマにカルタゴの出す条件を受け入れる理由はない。会談は決裂し、内陸部のザマにおいてついにスキピオとハンニバルが正面きって対決することとなる。
決戦の火蓋が切られた（ザマの戦い）。が、両雄が初めて激突する戦いは、ハンニバルにとって実力を発揮できない不幸なものとなった。ことここに至ってはローマ軍の優位が揺らぐことはなく、スキピオは圧倒的な兵力でカルタゴ軍を蹴散らし、さしものハンニバルの鬼謀をもってしてもこれを覆すことはかなわなかった。スキピオの勝利によって決着した戦いは、同時に戦役の終焉を意味した。カルタゴは降伏し、勝利の女神はローマに微笑んだ。再びスキピオと会談を持ったハンニバルは自らの命と引き換えに祖国の存続を乞うものの、密かにハンニバルを戦術の師と仰いできたスキピオはその申し出を退け、ハンニバルの助命を決める。ハンニバルはいつしかまたローマに攻め込むかもしれない自分の首を取らない甘さをたしなめるが、スキピオはその時は再び返り討ちにするまでと大言で応ずる。両雄は互いに不敵な笑みを交わし合い、それを最後に戦役は幕を下ろした。
宿敵カルタゴを降し、ローマは地中海世界に並ぶ者なき覇者となる。帰国したスキピオは華々しい凱旋式で迎えられ、「アフリカヌス」（アフリカを征した者）の尊称を授与され、救国の英雄「スキピオ・アフリカヌス」として讃仰された。一方のハンニバルもカルタゴ再興を目指し、政界で辣腕を振るうこととなる。が、幾星霜の時が流れ、スキピオは政敵の弾劾によって政界を追われ、方やハンニバルも改革に反発した守旧派勢力によって流浪の身となる。両雄はそろって祖国を追われるという運命を辿り、数奇なことに同じ年にその生涯の最後を迎えた。スキピオとハンニバル―――奇しくも時代を同じくして生を受けた二人の天才は、奇しくも同じ年にその生涯を終えた。その魂は共に天に昇り、幽世の世界で戦術論を論じ合っているのかもしれない。あるいは不死の肉体を与えられ、それぞれ余人に代え難き好敵手を相手に知慧の髄を凝らした軍略を振るい、永劫に終わることのない戦術遊戯に興じているやも知れぬ。
“per aspera ad astra” ―――英雄達よ、天に跳び輝く星となれ。

## 主な登場人物

### ローマ
プブリウス・コルネリウス・スキピオ　(スキピオ・アフリカヌス)
本作の主人公。ローマの名門貴族であるコルネリウス一族の出身。ハンニバルのイタリア侵攻の危機によって軍に入隊し、その怪物的な軍才を目の当たりにしながら軍歴を重ねた。数多の戦場でハンニバルによる自軍の敗退を経験しながらも、ハンニバルの軍才を我がものとするべく真摯にその戦術を学んだ。カンナエの大敗後は軍指揮権を得ることを誓って按察官を降り出しに政界に入り、バエティス川の戦いにおいて父と伯父が戦死した後に25歳という若さで前執政官待遇に任ぜられ、イベリア攻略の司令官に任命される。イベリアを平定した後は市民からの圧倒的な人気を得て31歳にして正式に執政官に就任してアフリカ遠征に臨み、ザマの戦いでは見事にカルタゴ軍を降し、第二次ポエニ戦争をローマの勝利によって終結させた。
「ローマのハンニバルになる」ことを誓ってその戦術を熱心に研究し、幾多の研鑽を経てハンニバルの包囲戦術とローマ伝来のマニプルス戦術を融合発展させることに成功し、見事に戦役の勝利を手にした。ハンニバルの戦術を学ぶうちにその天才性に感嘆し、敵将への憎しみを尊敬心に変え、密かに私淑して軍略の師と仰いだ。ザマの戦いの後の和平交渉では師と仰ぐ人物を処刑することはできないとし、反対意見を押し切ってハンニバルの助命を決めた。
戦後はカルタゴを征した偉業により「アフリカヌス」の尊称を得、ローマ市民より蓋世の英雄「スキピオ・アフリカヌス」として讃えられた。以後は政界において重きを置くが、やがて政敵であったカトーによって弾劾されて失脚する。晩年は南伊のカンパニアで隠遁生活を送るものの、イベリア遠征時代に患った病気を再発させ、闘病の果てに病没した。得難き好敵手だったハンニバルと死後の世界で再び相見えることを望み、友人達に看取られながら息を引き取った。
プブリウス・コルネリウス・スキピオ
スキピオの同名の父。第一次ポエニ戦争では、終局であるアエガテスの海戦で活躍した。戦争終結後ほどなくサルディーニャ島を巡るカルタゴとの会談に使節団の一員として随行するが、その席で幼少期のハンニバルを目撃してその鬼童ぶりに戦慄し、密かに恐れ続けた。
第二次ポエニ戦争においてはサグントゥム包囲戦によって火蓋が着られた直後に執政官に就任し、兄のグナエウスと共にハンニバルを迎え討つべくマッシリアに布陣するも、アルプス越えという奇策によって裏をかかれ、カルタゴ軍のイタリア侵入を許してしまう。続くティキヌスの戦いで重傷を負って指揮が執れなくなり、トレビアの戦いでは同僚の執政官であるセンプロニウスがハンニバルの挑発に乗せられて大敗を喫した。
トレビアの敗北後はイベリアに派遣され、ヒスパニア戦線を指揮していたグナエウスと共闘する。数々の戦闘でカルタゴ軍と干戈を交えるも、バエティス川の戦いにおいて兄と共に戦死する。
ガイウス・ラエリウス
スキピオの親友のローマ兵。貧しい平民の出身だがスキピオとは幼少期から仲がよく、名門貴族出身の身分に対しての屈託はあるものの、生涯最大の友人として友情を育んだ。剽軽な性格のお調子者で、本作のコメディリリーフ的存在。
平民出身者の常道通り軽装歩兵から軍歴を始めるが、地道に手柄を重ねて立身した。カンナエの戦いでは右眼を失いながらも生還し、命の恩人の部族を敵将マハルバルの部隊に惨殺されたことから復仇を誓い、翌年の第二次ノラの戦いにおいて一騎討ちでマハルバルを破り、その功績で百人隊長に取り立てられる。スキピオがインペリウムを得てからはその副官となり、イベリアでの戦い及びアフリカ遠征を補佐した。戦争終結後は政界で栄達し、ついには執政官までも務めることとなる。
マルクス
貴族出身のローマ軍騎兵。スキピオが最初に所属した騎兵部隊の隊長で、軽装歩兵だったガイウスとも後に懇意となる。温厚な性格の中年男で、妻子持ち。スキピオとガイウスにとっては面倒見のよい兄貴分的存在。
スキピオのインペリウム獲得後はガイウスと並ぶ腹心となり、誠実な補佐役としてスキピオを支えた。年長ながらもスキピオを将帥として常に上に立て、自身は忠実な部下に徹して慇懃に仕えた。
クィントゥス・ファビウス・マクシムス
筆頭元老院議員。鼻の脇に大きなイボを持つことから「ウェルコスス」（イボ）と仇名されるローマ政界の重鎮。トラシメヌス湖畔の戦いの後に元老院によって独裁官に指名され、全権を掌握する。老熟した政略眼を備えると同時に果断な決断力も持ち、戦略上必要とあらば友軍や同盟都市を切り捨てることも厭わない。
懸軍万里の遠征を行うハンニバルの弱点を兵站にあると見抜き、焦土作戦による持久戦法をとった。しかし漸進的な戦法は軍からも市民からも支持を得られず、アゲル・フレルムスの戦いではハンニバルの奇計によって構築に成功しかけていた包囲を破られてしまう。この失態により影響力を失墜させ、市民からは「クンクタートル」（のろま）という悪罵を浴びるものの、しかし己の意思を曲げることはなく、孤高の政治家として鉄のような信念を貫いた。
カンナエの敗戦後は、主戦派の凋落により再び政界の主導権を握った。評判の悪かった持久戦法も戦況の好転に連れて徐々に賛同者を増やしてゆき、ついには市民にも理解され、最終的には「ローマの盾」との賛辞を受けることとなる。
スキピオのアフリカ遠征の翌年に病没。
ティベリウス・センプロニウス・ロングス
ローマの将。父スキピオと同僚の執政官。父スキピオがティキヌスの戦いで負傷した後に援軍を率いて合流し、続くトレビアの戦いでは代わって指揮を執った。平民の出身で、貴族への強い対抗意識を持つ野心家。とはいえ、同様の意識を持つ平民兵達を煽動して士気を昂揚させるなど優れた人心掌握術を持ち、決して単純な男ではない。
しかしハンニバルはそうした意識を巧みにつかみ取り、その心理をも見通した戦術で手玉に取った。功名心に逸った指揮官によって過度の前進をしたローマ軍は、ハンニバル肝入りの精鋭部隊の急襲を受けて包囲され、全軍のおよそ半数を失う大惨敗を被った。
ガイウス・フラミニウス・ネポス
元老院議員。平民出身で、護民官に当選したことを皮切りに平民の権利を強く主張し、貴族の既得権益層と激しい闘争を繰り返して、平民層の熱烈な支持を得てきた。トレビアの失態で非難に晒されたセンプロニウスを「平民の地位向上を思っての勇み足」と擁護し、自らがハンニバルの討伐に名乗りをあげる。ファビウスは到底ハンニバルの相手にはならないと予測しながらも、この「庶民の英雄」たる男にあえて戦を挑ませ、その死によって世論に衝撃を与えて対カルタゴ戦に臨む覚悟を固めさせようと考え、貴族層の反発の中で執政官当選を後押しした。
ファビウスの予測は当たり、トラシメヌス湖畔の戦いに赴いたローマ軍は濃霧の中で伏兵の奇襲を受けて完膚無きまでの敗北を喫し、フラミニウスの首はガリア人に斬馘された。
ルキウス・アエミリウス・パウルス
元老院議員。名門貴族アエミリウス一族の出身。スキピオの婚約者であるアエミリアの父であり、スキピオにとっては義理の父に当たる。元老院では穏健派の代表的存在で、過去に執政官を務めた経験も持つ。軍においては部下の一人一人の素性を調べ、兵士達の人生を背負って戦場に赴くことを信条とする。兵の命を慈しむ将だが、少々気が弱く優柔不断で決断力に欠けるところがある。ファビウスの老練政治家としての力量をいたく尊敬し、ファビウスからの信頼も篤い。
カンナエの戦いの直前、強硬論を主張して浅薄な大衆人気に持ち上げられるヴァロを危惧したファビウスによって推され、再び執政官に就任する。牽制役として大会戦に臨むものの、ヴァロの軽挙妄動を静止することができず、挙句に脚に重傷を負ってまともな指揮が取れなくなる。カルタゴ軍による包囲陣形が形成されてゆく中で懸命に部隊の立て直しを図ろうとするが、絶体絶命の危機に陥った親友ミヌキウスを庇い、敵将ギスコの刃に斃れる。
スキピオはその死後、血腥い戦いの中で誰よりも平和を希求したこの義父の想いを受け継ぐべく、遺品の兜を愛用した。
アエミリア
アエミリウスの娘。スキピオの6歳年下の婚約者。かなり勝ち気な性格で、スキピオも持て余すおてんば娘。
スキピオのアフリカ遠征の前年に結婚。
マルクス・ミヌキウス・ルフス
ローマの将。平民の出身で、剣の腕一本で出世を重ねた叩き上げの軍人。かつてアエミリウスとは戦友同士であったが、第一次ポエニ戦争時にアエミリウスが貴族風を吹かせた上官に逆らえずに平民の兵士を見殺しにして逃亡し、そのことにより確執が生まれた。
ファビウスの独裁官就任と同時に補佐役の騎兵長官に就任する。しかしファビウスの消極的にも見える持久戦法を強く批判し、ゲルニウムの戦いでは不満を持つ兵達を糾合して小規模の勝利を収める。その功績によりファビウスと並立する独裁官となるものの、ギスコの計略に乗せられて甚大な損害を被った。危うく戦死しかけるが、アエミリウスの進言によってファビウスが救出部隊を派遣し、辛うじて命を取り留める。以後は己の失敗を真摯に受け入れてファビウスの忠実な部下となり、アエミリウスとの友情も新たにした。
カンナエの戦いではカルタゴ軍に包囲された絶望的な状況の中で、戦局を打開すべく一騎討ちを挑んできたギスコと戦うものの窮地に追い込まれる。身を挺して自身を庇ったアエミリウスの死に激昂し、ギスコの右腕を斬りつけるも、全身に敵兵の槍を浴びて絶命する。
ガイウス・テレンティウス・ヴァロ
元老院議員。平民出身。反ファビウス派の中心議員で、兵力不足に悩むカルタゴ軍を巨大軍勢をもって包囲するという強硬論を振るって市民の熱狂的支持を得て執政官に当選し、カンナエの戦いに至る政局を主導した。大衆に迎合する軽薄さを危ぶんだファビウスは、腹心であるアエミリウスを同僚の執政官に当選させ、その牽制を図ろうとした。
カンナエの戦いではアエミリウスと並ぶ司令官として戦場に臨むものの、倍近い自軍の戦力に慢心して浅慮な行動を繰り返した。挙句に命惜しさに敵前逃亡して全軍を潰乱させ、敗北の傷を甚大なものとする大失態を犯した。
マルクス・クラウディウス・マルケルス
ローマの将。優れた戦略眼を持つローマ第一の名将。驍勇無双の猛者としても名を轟かせ、かつてガリア王を一騎討ちで破ってローマ軍人の最高勲章である「スポリア・オピマ」を受けた。すでに初老ではあるが魁偉な体躯を持ち、ガリア人のように髪と髭を伸ばし、自らが屠ったガリア王の兜の複製を頭に頂いている。その軍律は容赦がないほど厳しく、戦慄恐懼をもって部隊を統率し、敵よりも怖い大将として兵卒の端々にまで恐れられている。有能な将ではあるもののその気性の激しさから独断専行を好み、元老院からローマを王政に戻しかねない危険人物として警戒されている。
しかしカンナエの大敗に至って、人材不足から執政官に就任する。新たに部下になったスキピオの助言もあり、続くノラの戦いでは開戦以来初めてカルタゴ軍を破り、意気消沈していたローマ人達を奮い立たせ、「ローマの剣」と讃えられた。スキピオの聡明さと物怖じしない胆力を気に入り、ローマの未来を託すに足る若き逸材として期待をかけ、按察官に推薦するなど様々に目をかけた。
スキピオがカルタゴ・ノヴァを陥落させた後、油断から少部隊のみでの偵察行をハンニバルに襲撃され、命を落とした。
バンディウス
ローマの同盟都市・ノラの名士。ノラを代表する勇士で、いざ戦場に臨めば屈強な体躯からみなぎる怪力によって獅子奮迅の活躍をし、無類の強さを誇る。大きな図体に反して少々頭は足りないものの、純朴で裏表のない木強漢。
カンナエの敗戦によって一時はハンニバルに恭順を誓ったものの、ノラの戦い前夜、マルケルスの説諭によって投降する。マルケルスの将器に惚れ込み、以後はその幕下に入り、マルケルスの手足となったかのように働いた。マルケルスの死後はその遺言に従って配下のノラの市民兵を率いてイベリアに渡り、スキピオの軍に入って一部隊を任された。
アッピウス
ローマの将。カンナエの戦いでは筆頭百人隊長を務め、一万人の兵を預けられて本陣で待機していた。が、愚直に命令を墨守し、本隊の危機に際して機敏に援軍を差し向けることができず、敗戦の傷を甚大にする一因を作った。戦闘終結後はカルタゴ軍の捕虜となり、捕虜買い取りの交渉役としてローマに戻るものの、カルタゴとの帰環の約束を違えてそのままローマに居残り、「卑怯者」と散々な悪罵を浴びせられた。
その後ローマを放逐され、シシリア攻囲戦の最中のマルケルスの部隊に志願した。スキピオのヒスパニア遠征に伴ってイベリアに赴き、カルタゴ・ノヴァの戦いにおいて怖気づく兵達の中で敢えて先頭部隊に志願し、大役を見事に務めあげて城壁冠を授与され、晴れて名誉を回復した。名誉挽回の機会を与えてくれたスキピオに恩義を感じ、以後はスキピオの忠実な部下となる。

### カルタゴ
ハンニバル・バルカ
スキピオと並ぶ本作のもう一人の主人公。第一次ポエニ戦争で活躍した将軍ハミルカル・バルカの嫡男として生まれる。精神の遅滞した赤子として出生したため、カルタゴの因習により雷神バアルの生贄に捧げられそうになるが、しかし雷光とともに起こった奇跡によって飛び抜けた知力を授けられる。以後は、バアルの恩寵を受けた子として「ハンニバル」（バアルの恵み）と名付けられ、一切の感情を置き忘れて生まれてきたかのような心にローマへの憎悪を刷り込まれて成長した。父の死によってイベリア軍の総司令官に就任するや、独断でローマとの戦端を開き、アルプス越えという誰もが思いつかなかった手段でカルタゴ軍のイタリア侵入を実現させた。
天地人を詳らかに観察し、卓越した知慧によって導き出された戦術によって敵軍を粉砕するその軍略には、その名の通りバアルの恩寵を得たような神韻すら漂う。疫病で左眼の視力を失い、慢性的な兵力不足という問題を抱えながらも、イタリア半島を思うがままに蹂躙し、ローマの将兵を慄えあがらせた。寡黙で必要がなければ口を開かないが、天才的な戦術的才能と傑出したカリスマ性は多くの部下を心酔させ、アレクサンドロス大王以来の名将として畏敬された。
常勝将軍として快進撃を続けるも、彗星のように現れたスキピオの活躍によって徐々に戦況を覆されてゆく。終局のザマの戦いにおいてはもはや劣勢を挽回する策はなく、圧倒的戦力のローマ軍を率いるスキピオに完敗を喫した。戦後は政界に入りカルタゴの再興に尽力するも、必要な改革も受け入れようとしない既得権益層の反発を呼び、ついには祖国を追放される。その後各地の有力者の庇護を受けながら放浪するが、老境に入ってもその軍才を恐れるローマによって追手をかけられ、追い詰められた末に服毒自殺を遂げた。忌の際には、すでに再建不可能なほどに腐敗した祖国の惨状を嘆き、劇中で最初で最後の涙を見せた。
作者によれば、容姿のモデルは革命家チェ・ゲバラ。「反ローマと反米でイメージがダブって見えた」とのこと。
シレノス
ハンニバルの参謀。ギリシア人。かつてはバルカ家の家庭教師を務め、幼少期のハンニバルを訓育した。イタリア侵攻に際して参謀役として随伴し、様々な知恵を貸す。ハンニバルの神がかり的なまでの軍才を「バアルの恵みを授けられた神に選ばれし男」と讃え、謹直に補佐役を勤める。ハンニバルもシレノスを恃みとし、戦役全般に渡って常に身辺に近侍させ、最良の相談相手とした。
ザマの戦いでは、緒戦で蹉跌を踏んだハンニバルにもはや戦局の打開は不可能と進言し、祖国存続のために首を差し出してローマに慈悲を乞うことを薦め、ハンニバルはその冷徹な進言を受け止めた。死を覚悟して講和に臨むハンニバルを支え、交渉の席にも同席した。
マゴ・バルカ
カルタゴの将。ハンニバルの末弟で、イタリア侵攻に際して兄に同道する。生真面目な性格で、自身に与えられた職責は律儀にこなすものの、取り立てた才覚はない。ハンニバルの天才的な軍才に対して強い劣等感を感じ、さりとて次兄のハッシュの様な政治的才覚も乏しく、自らの凡庸さを不甲斐なく感じている。
カンナエの大勝後にはハンニバルの遣いとしてカルタゴ本国に赴くが、非戦派の説得に失敗し、ハンニバルの渇望していた増援要請を果たせなかった。その後に本国政府の決定でイベリアに派遣され、以後はハッシュと将軍ジスコーネと共にイベリアの統治に加わる。
イベリアがローマの手に落ちた後、窮地のハンニバルを救うべく危険を押して海路を辿り、再びイタリアに渡る。ジェヌアに上陸し、ローマに敵意を持つ部族を糾合して北に注意を引きつけようとしたものの、しかしもはや斜陽のカルタゴに与する部族は少なく、やがてローマの大軍と衝突して重傷を負う。半死半生の身で半島南部のハンニバルのもとへ向かうべく再度船に乗るが、果たせずに中途のサルディーニャ沖で死亡した（ポー平原遠征）。
ギスコ
カルタゴの将。武人としての矜持を強く持つ戦士。ハンニバルは武人としての実直さに信頼を寄せ、幾多の戦闘で重用した。カンナエではアエミリウスとミヌキウスとの戦いで右腕の自由を失うものの、高潔な戦いの末に果てた二人に敬意を示し、手篤く葬った。
ノラの戦い後、同盟を申し出てきたマケドニアへの使者として遣わされるが、海上でローマ艦隊の襲撃を受ける。法務官フルビウス・フラックスに捕らえられ、捕虜として連行されるが、その後の消息は不明。
マハルバル
カルタゴの将。カルタゴ軍において主に騎兵を率いた遊撃部隊的行動を得意とする。が、好戦的な性格でハンニバルの深謀が理解できず、時に漸進的な戦法も取るハンニバルにしばしば反抗した。とはいえ粗暴なだけの猪武者というわけではなく、その用兵の巧みさと戦術眼の高さにはハンニバルも一目置いていた。
カンナエの戦いの後ローマに進撃すべしという提案を却下したハンニバルを「戦いに勝つ才能はあっても勝利を利用する才能はない」と激しく批判し、続くノラの戦いの敗北で暗雲が垂れ込めたカルタゴ陣営においてついに袂を分かち、自ら部隊を率いて第二次ノラの戦いを起こした。しかしスキピオの計略によって孤立させられ、復仇に燃えるガイウスとの一騎討ちに敗れて命を落とす。
マゴーネ
カルタゴの将。ハンニバルの幼馴染で、幼少期からその天才性を間近に見ながら成長した。自分は到底ハンニバルには及ばないという諦念を鷹揚に受け入れ、自らが果たせない名将への夢をハンニバルに託し、進んで稀代の天才の部下に徹することを誓った。闊達な人柄で、心映えも爽やかな好漢。ハンニバルもマゴーネを強く信頼し、しばしば軍の一翼を担わせた。
ザマの戦いでは騎兵部隊を率い、スキピオが配下においた統一ヌミディア王・マシニッサ率いるヌミディア騎兵の陽動に務め、ローマ軍の戦力分散を図ろうとした。しかし早々に意図が露見し、本軍に戻ろうとするマシニッサの部隊と衝突した。かねてよりマゴーネを義士として見込んでいたマシニッサは堂々たる勝負を要求し、一騎討ちの勝負を快く受け入れるも、敗れて戦死する。
ハシュドゥルバル・バルカ
ハンニバルの次弟。通称は「ハッシュ」。ハンニバルよりイベリア半島の統治を任されている。政治的謀才に長け、巧みな謀略を駆使して多くの部族を糾合し、ハンニバルがイタリアへ進軍した後も10年に渡ってイベリアにおけるカルタゴ支配を維持した。時に悪辣な策謀も用い、イベリアに上陸したローマ軍をその悪謀によって散々に悩ませた。兄には劣るものの、軍事的な才能にも優れる。
カルタゴ・ノヴァの戦いとバエクラの戦いでスキピオに大敗を喫した後、ハンニバルと同様にアルプスを越えてローマの土を踏む。が、ハンニバル軍との合流を果たせず、メタウルスの戦いにおいてかつて奸謀に嵌められた執政官ネロと対決し、汚名返上に燃えるネロに破れて戦死する。その首は斬馘され、ハンニバルの陣営に投げ込まれた。南伊に陣取るハンニバルに対する挑発であったが、ハンニバルはその意図を鋭敏に見抜き、弟の死に憤激しながらも石のように動かなかった。
ジスコーネ
カルタゴの将。カルタゴ本国より派遣され、イベリアにおいてハッシュの統治を補佐する。が、あわよくばイベリアの支配権をバルカ家から奪おうと虎視眈々と機会を窺い、ハッシュの死後にその後釜に座ってイベリアの総司令官となる。
イベリアがローマの手に落ちるとアフリカに渡り、西ヌミディア王・シュファクスに娘のソフォニスバを嫁がせ、西ヌミディアの軍勢を味方につけた。スキピオのアフリカ遠征緒戦となるウティカの戦いでは三倍以上の大軍勢でローマ軍を圧倒するものの、スキピオの騙しうちの夜襲によって大敗を喫する。続くバグラデス川の戦いではすでに主力を失っており、まともな勝負にはならずに部隊は四分五裂し、自らも戦場から逃亡した。

### その他の人物
アルキメデス
シラクサの老学者。地中海世界に名を轟かす天才数学者で、シラクサの防衛のために様々な兵器を考案した。城塞都市を取り囲んで敷設された防衛兵器の数々はローマ軍の侵入を一歩も許さず、マルケルスをもってしてもまったく手出しができなかった。同時代を代表する大賢人ではあるが、浮力の原理を発見した時の体験から「ヘウレーカ！」（わかった！）と口にして全裸で街を散策することを好むなど奇行も多い。
一方で自らが考案した兵器が多くの人命を奪ったことに良心の呵責を感じており、マケドニアの使者に扮装してシラクサに潜り込んだスキピオに街の攻略方法を伝え、シラクサを陥落させた。スキピオの嘆願によりマルケルスはアルキメデスの助命を認めたものの、邸に略奪に踏み込んだローマ兵によって殺害される。
マシニッサ
東ヌミディアの王子。地中海世界一の操馬術を誇るヌミディア騎兵を統率し、「ヌミディアの砂嵐」の異名を取る。同盟関係にあったカルタゴの要請によってイベリアに渡り、ジスコーネの補佐をした。戦場を疾風の如く駆け回る騎兵部隊はローマ軍を大いに翻弄し、バエティス川の戦いにおいてはジスコーネと共にスキピオの父と伯父を戦死に追いこんだ。
が、東ヌミディアが西ヌミディア王・シュファクスによって併呑されて帰る国を失い、さらに婚約者であったソフォニスバがジスコーネによってシュファクスに嫁がされたことにより、カルタゴとの縁を切ってスキピオの軍に身を寄せた。父と伯父の仇ではあったが、ヌミディア騎兵の力を高く評価するスキピオはマシニッサを敢えて助命し、以後は自らの旗下で騎兵部隊を一任した。
バグラデス川の戦いでシュファクスを破り、ローマの後援を受けて統一ヌミディアの王となる。
シュファクス
西ヌミディアの王。元来ローマとは同盟関係にあったが戦役に積極的に介入せず、戦の成り行きを日和見していたが、ジスコーネにソフォニスバを献上されたことにより、カルタゴ側についた。普段は国王らしく豪胆に構えているが、いざ予期せぬ危機に直面すると情動を抑えることができず、我を忘れて泣きじゃくったりするなど子供のような振る舞いをする。豚のように肥満した醜悪な男。
ウティカの戦いでジスコーネと共にアフリカに上陸して程ないスキピオを迎え討つが、敗退。一敗地に塗れて続くバグラデス川の戦いでマシニッサに破れ、逃亡した所を捕まり捕虜となる。東ヌミディアの首都・キルタで市中を引き回されて晒し者となり、後にローマに送られた。
ソフォニスバ
ジスコーネの娘。「カルタゴの宝石」と讃えられる美女で、マシニッサの婚約者。マシニッサとは相思相愛の仲であったが、西ヌミディアの懐柔を企んだジスコーネによってシュファクスに嫁がされることとなる。その美貌と戦役の動乱によって運命を大きく翻弄され続けた薄幸の女性。
シュファクスの敗北後にようやく最愛のマシニッサと結ばれるが、シュファクスの王妃であったことからローマ政界より疑惑の目を向けられ、さらにシュファクスの子を身籠っていたことにより、政治的に危険な立場に立たされることとなる。マシニッサは堕胎を勧めるが、母として赤子を殺すことはできないと峻拒し、懊悩の果てに堕胎用の毒を呷って悲劇的な死を遂げた。ソフォニスバの自死によってマシニッサは一旦ローマと距離を置くが、スキピオに対する恩義から再びローマに力を貸すことを決め、ザマの戦いでは騎兵部隊を率いて戦勝に大きく貢献した。

## 書誌情報
- カガノミハチ 『アド・アストラ −スキピオとハンニバル−』 集英社〈ヤングジャンプ・コミックス・ウルトラ〉、全13巻

1. 2011年10月24日発行（2011年10月19日発売[集 1]）、ISBN 978-4-08-879207-1
2. 2012年5月23日発行（2012年5月18日発売[集 2]）、ISBN 978-4-08-879338-2
3. 2012年11月24日発行（2012年11月19日発売[集 3]）、ISBN 978-4-08-879463-1
4. 2013年6月24日発行（2013年6月19日発売[集 4]）、ISBN 978-4-08-879567-6
5. 2014年2月24日発行（2014年2月19日発売[集 5]）、ISBN 978-4-08-879742-7
6. 2014年8月25日発行（2014年8月20日発売[集 6]）、ISBN 978-4-08-890003-2
7. 2015年3月24日発行（2015年3月19日発売[集 7]）、ISBN 978-4-08-890135-0
8. 2015年9月23日発行（2015年9月18日発売[集 8]）、ISBN 978-4-08-890260-9
9. 2016年3月23日発行（2016年3月18日発売[集 9]）、ISBN 978-4-08-890378-1
10. 2016年9月21日発行（2016年9月16日発売[集 10]）、ISBN 978-4-08-890501-3
11. 2017年3月22日発行（2017年3月17日発売[集 11]）、ISBN 978-4-08-890615-7
12. 2017年9月24日発行（2017年9月19日発売[集 12]）、ISBN 978-4-08-890747-5
13. 2018年3月24日発行（2018年3月19日発売[集 13]）、ISBN 978-4-08-890884-7

第1巻の帯には荒木飛呂彦が、第2巻では原泰久がコメントを寄せている。各巻の巻末には、作者によるあとがきと本編の物語を補完する数ページの短編漫画が書き下ろしで収録されている。